# Прю Холливелл
Прю Хо́лливелл (полное имя Пруденс Холливелл; англ. Prue (Prudence) Halliwell) — персонаж сериала «Зачарованные». На протяжении первых 3 сезонов сериала её играла актриса Шеннен Доэрти. Прю была одним из ключевых персонажей сериала — старшей из Зачарованных. Однако к концу третьего сезона отношения Шеннен Доэрти с партнёрами по сериалу серьёзно осложнились, что стало причиной её ухода из сериала. Тем самым, её персонаж Прю был убит, а место третьей Зачарованной заняла Пейдж Мэтьюс, единоутробная сестра Зачарованных по матери.

## Жизнь до событий сериала
Прю Холливелл родилась 28 октября 1970 года. Она была первым ребёнком в семье Патриции Холливелл и Виктора Беннета. В 17 серии первого сезона «Эпизод в 70-х» было показано, что она с рождения владела телекинезом, однако затем силы Прю были «связаны» её бабушкой, Пенелопой Холливелл (Грэмс), чтобы обеспечить ей и её сёстрам спокойное детство без магии и демонов. Постепенно Прю забыла, что когда-то обладала силой, и начала вести жизнь обычного ребёнка. Она была довольно популярна в школе, что не мешало ей отлично учиться. В юности Прю увлекалась фотографией, однако бабушка настояла на отказе Прю от своей мечты и заставила задуматься об обеспечении своих сестёр. Жизнь Прю в возрасте около 19-20 лет была не сильно весёлой, так как бабушка срывалась и скидывала на старшую сестру заботу о младших сёстрах. Были плохие отношения с Фиби (младшей, позднее, после её смерти, средней сестрой зачарованных), но зато очень тёплые и дружеские/сестринские отношения с средней (позднее старшей) сестрой — Пайпер. Прю начала серьёзно заниматься историей искусства и вскоре приступила к работе оценщиком предметов искусства в аукционном доме Баклэнд (Buckland’s Auction House). Прю с самого рождения жила в доме Холливеллов в Сан-Франциско. После отъезда младшей сестры Фиби Пайпер и Прю сняли маленькую квартирку, и только через некоторое время вернулись в особняк.

## Характер
Прю ещё в детстве была ответственной, умной, хотя и довольно своенравной. На её характер сильно повлияла смерть матери — Патриции Холливелл. Как самая старшая, Прю взяла на себя заботу о сёстрах и подавила собственные желания. У неё появился страх утонуть, как когда-то утонула её мать. Прю не чужд карьеризм и стремление к успеху. С приходом в жизнь сестёр магии, Прю, как и другие сёстры, научилась преодолевать свои страхи и лучше понимать себя. Так, в эпизодах «И вообще, кто из них настоящая Прю?» первого сезона и «Молодожёны наспех» третьего сезона было продемонстрировано скрытое стремление Прю к свободе от ответственности и некоторой распущенности. При этом Прю менее других сестёр подвержена влиянию зла. После эпизода «Поучения бывают опасными» второго сезона, когда сёстры отправляются на десять лет вперёд в будущее и Прю видит себя беспринципной карьеристкой и очень богатой женщиной без личной жизни, она понимает, что успех в работе не должен быть её главной целью. Поэтому она набирается смелости воплотить в жизнь свою подростковую мечту — стать фотографом.

## Магические силы и отношение к магии
Прю была самой большой реалисткой из сестёр, поэтому поначалу не могла поверить в то, что магия существует, а сама она — ведьма. В первой серии сериала она даже обвиняет Фиби, свою младшую сестру, в том, что та превратила их в ведьм. Однако затем Прю берёт на себя заботу о сёстрах, и в магических аспектах становится сильнейшей из Зачарованных.
С самого начала Прю могла спонтанно передвигать предметы в пространстве, даже не смотря на них. Главным фактором её силы был гнев, который и «запускал» телекинез. Затем Прю начала осознанно передвигать предметы глазами (сощуривая их). Позднее она научилась применять силу руками, что стало гораздо удобнее. В эпизоде будущего было показано, что сила телекинеза Прю эволюционировала бы во взрывную волну. Вскоре Прю получает новый дар — астральную проекцию (перемещение собственного духа в пространстве). Однако астральное тело не имеет физической силы и, в то время как астральное тело Прю существует, физическое тело Прю погружено в «сон».
Старшая Холливелл наиболее ответственно подходила к магии. Благодаря незаурядному уму, уверенности в себе, огромной силе духа и способности принимать трудные решения в сочетании с выдающимися магическими способностями, Прю становится могущественнейшей ведьмой. Но иногда гордыня ослепляет Прю, и её излишняя самоуверенность приводит к серьёзным проблемам. В первое время после её смерти младшие сёстры (в особенности Пайпер) сильно сомневались, что смогут справиться с возложенной на них миссией без Прю, даже с появлением Пейдж. Для самой же Пейдж образ Прю долгое время был недостижимым идеалом. Младшая Зачарованная на протяжении первых лет в качестве ведьмы сильно нервничала по поводу того, что не так сильна, как Прю, а потому не может восполнить потерю в кругу Зачарованных.

## Смерть Прю
Прю и Пайпер пытались уничтожить демона Шекса (наёмного убийцу Хозяина) на улице, где вело свой репортаж телевидение. Репортёр заметил магию, тем самым рассекретив сестёр Холливелл. Особняк сестёр осаждает толпа; одна из окруживших дом выстрелила в Пайпер. Фиби и Коул идут на сделку с Темпусом через Хозяина, чтобы обернуть время вспять. Время возвращается, Шекс ударяет по Прю, Пайпер и доктору Гриффитсу (невинному). Лео успел исцелить только Пайпер, а Прю погибает.
Согласно некрологу, Прю погибла 17 мая 2001 года, в четверг.

## Возвращение (в комиксах)
В поисках Прю Коул находит женщину по имени Пэйшенс, которая, как оказалось, и есть Прю. Прю рассказывает ему, что она никогда не могла по-настоящему перейти в загробную жизнь из-за пророчества Зачарованных, которое по-прежнему связывало её с сёстрами. Благодаря Ангелу Судьбы она воссоединилась со своей семьёй и Энди на Небесах, но она всё ещё находилась между жизнью и смертью. Прю также рассказала, что это она нашла Пейдж и создала новую Силу Трёх, но поскольку пророчество не подразумевало Пейдж, сёстры уже не были такими сильными, как с Прю. Старшая Холливелл покинула загробную жизнь и попыталась скрыться в Астральном Плане, но это не помогло. Тогда она вернулась на Землю, нашла тело ведьмы, находящейся в коме, и вселилась в него. После возвращения на Землю Прю, её силы и силы сестёр возросли. Но затем Прю рассказала, что если все четыре сестры когда-либо воссоединятся, это может привести к катастрофическим последствиям.
Несмотря на то, что Прю старалась не сближаться с младшими сёстрами из-за боязни последствий, она решает вернуться в Сан-Франциско после того, как встретилась со своей сводной сестрой Пейдж Метьюс в Салемском Доме Ведьм. В конце концов она воссоединяется с Пайпер и Фиби, но поскольку после воссоединения четырёх сестёр вся магия выходит из под контроля, Прю отказывается от своих сил, чтобы спасти семью.

## Вновь Зачарованная
Из-за хитроумного плана Тёмного Хранителя Реннека все волшебные существа, включая Зачарованных, лишились своих сил, а все смертные получили магические способности. Получив обратно свою магию, а затем и магию сестёр, Прю становится самой могущественной ведьмой на Земле. На протяжении полугода она пытается выяснить, как всё это произошло и как вернуть сёстрам их силы. Затем она приходит к выводу, что если она продолжит использовать все чары, которыми обладает, они вернутся к Зачарованным.

## Хранитель Равновесия
Во время битвы с Реннеком Прю овладевает Небесным Мечом и Гримуаром, заключив их в своё тело, а затем уничтожает Реннека. Затем она произносит заклинание для воссоединения сфер священного пространства и очистки памяти всех людей за последние 6 месяцев, сделав так, чтобы смертные не забыли о магии полностью в случае, если о ней снова станет известно миру. Прю превращает Вселенский Нексус в точную копию особняка Холливеллов. Тело «Пэйшенc» теперь принадлежит Прю и она становится Хранителем Равновесия, поддерживающим связь измерений, а Коул — её посланником.
Родные и знакомые видят Прю с её реальной внешностью, а остальные её видят в обличии Пэйшенс.

## Личная жизнь
На протяжении сериала Прю больше всего не везло на личном фронте. В первом сезоне Прю встречает своего бывшего друга по школе Энди Трюдо (Andy Trudeau), который стал детективом в местном отделении полиции. Между ними возникают попытки завязать романтические отношения, но Прю боится разоблачения себя и своих сестёр. В конечном итоге, когда Энди узнаёт, что Прю и её сестры обладают магической силой, он становится их помощником и прикрывает все «странные» полицейские дела, в которых были замешаны сёстры. Но, в конечном итоге, Энди умирает от руки демона, пытаясь спасти жизнь Зачарованным. Прю долго переживала его смерть, но потом начала встречаться с коллегой Джеком Шериданом. Через некоторое время умирает и Прю (её убивает демон Шекс). Ангелы Судьбы позволяют Прю воссоединиться с Энди на Небесах. Также Прю встречалась с Бейном, Джеком, Томом и Джастином.